# Múa bụng

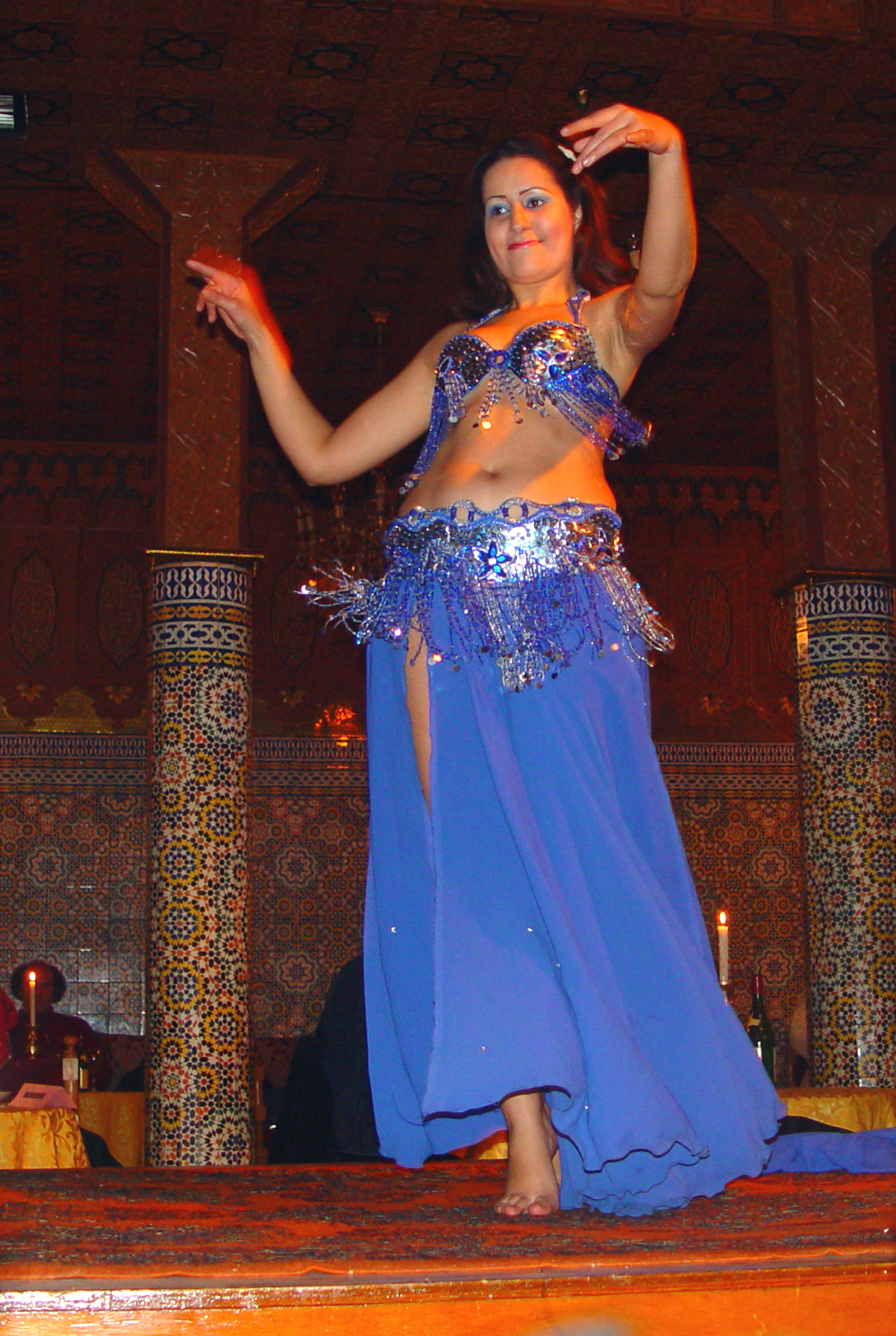
Một vũ công múa bụng ở Marrakech, Maroc

Múa bụng (tiếng Ả Rập: رقص شرقي, raqs sharqi, nghĩa là "múa phương Đông"; tiếng Anh: belly dance) là bộ môn nghệ thuật múa truyền thống của các nước Trung Đông , còn được gọi là múa Ả Rập có nguồn gốc từ Ai Cập 
. Cụm từ "belly dance" được dịch từ tiếng Pháp "danse du ventre" để chỉ điệu múa trong thời đại Victoria. Khi người ta múa, ngoài các bộ phận khác của cơ thể thì phần bụng và hông được sử dụng nhiều nhất. Tại mỗi quốc gia và các khu vực địa lý khác nhau thì múa bụng lại có những phong cách khác nhau như phong cách Ai Cập, phong cách Ả Rập, phong cách Thổ Nhĩ Kỳ,...
Trang phục múa bụng thường hở bụng và được đính hạt cườm lấp lánh, có khi là những quả chuông nho nhỏ đeo quanh hông tạo thành tiếng kêu vui tai.
Một số phong cách:
- Raqs sharqi (رقص شرقي): là phong cách rất phổ biến tại các nước châu Âu, được biểu diễn ở trong các nhà hàng hoặc sân khấu trên thế giới. Phong cách này thường được các vũ công biểu diễn ngẫu hứng đơn.
- Raqs baladi (رقص بلدي: được hiểu là "điệu múa đồng quê" hoặc "dân gian", được biểu diễn bởi cả nam và nữ thuộc mọi lứa tuổi tại các nước Trung Đông. Phong cách này phổ biến nhất là tại các đám cưới.